# مونته کومپاتری
مونته کومپاتری (به ایتالیایی: Monte Compatri) یک کومونه در ایتالیا است که در استان رم واقع شده‌است. مونته کومپاتری ۲۴٫۴ کیلومتر مربع مساحت و ۱۲٬۰۱۶ نفر جمعیت دارد و ۵۷۶ متر بالاتر از سطح دریا واقع شده‌است.

## خواهرخوانده
شهر کالائورا خواهرخواندهٔ مونته کومپاتری هست.